# Ružomberok (distrito)
O Distrito de Ružomberok (eslovaco: Okres Ružomberok) é uma unidade administrativa da Eslováquia Central, situado na Žilina (região), com 59.420 habitantes (em 2001) e uma superfície de 647 km². Sua capital é a cidade de Ružomberok.

## Demografia
| Ano:        | 1994   | 2004   | 2014   | 2024   |
| ----------- | ------ | ------ | ------ | ------ |
| Broj ljudi: | 59 516 | 59 136 | 57 403 | 56 278 |
| Razlika:    |        | -0,63% | -2,93% | -1,95% |

| Ano:               | 2023   | 2024   |
| ------------------ | ------ | ------ |
| Número de pessoas: | 56 488 | 56 278 |
| Diferença:         |        | -0,37% |

## Cidades
- Ružomberok (capital)

## Municípios
- Bešeňová
- Hubová
- Ivachnová
- Kalameny
- Komjatná
- Likavka
- Liptovská Lúžna
- Liptovská Osada
- Liptovská Štiavnica
- Liptovská Teplá
- Liptovské Revúce
- Liptovské Sliače
- Liptovský Michal
- Lisková
- Lúčky
- Ludrová
- Ľubochňa
- Martinček
- Potok
- Stankovany
- Štiavnička
- Švošov
- Turík
- Valaská Dubová